# العلاقات السنغافورية الفنلندية
العلاقات السنغافورية الفنلندية هي العلاقات الثنائية التي تجمع بين سنغافورة وفنلندا.

## مقارنة بين البلدين
هذه مقارنة عامة ومرجعية للدولتين:
| وجه المقارنة                                              | سنغافورة                                                             | فنلندا                                                                               |
| --------------------------------------------------------- | -------------------------------------------------------------------- | ------------------------------------------------------------------------------------ |
| المساحة (كم2)                                             | 719                                                                  | 338.42 ألف                                                                           |
| عدد السكان (نسمة)                                         | 5.89 مليون                                                           | 5.52 مليون                                                                           |
| الكثافة السكانية (ن./كم²)                                 | 819.19 ألف                                                           | 16.31                                                                                |
| العاصمة                                                   | سنغافورة                                                             | هلسنكي                                                                               |
| اللغة الرسمية                                             | لغة إنجليزية، اللغة الملايو، اللغة الصينية القياسية، اللغة التاميلية | اللغة الفنلندية، اللغة السويدية                                                      |
| العملة                                                    | دولار سنغافوري                                                       | يورو، ماركا فنلندية                                                                  |
| الناتج المحلي الإجمالي (بليون دولار)                      | 323.91 مليار                                                         | 251.88 مليار                                                                         |
| الناتج المحلي الإجمالي (تعادل القوة الشرائية) بليون دولار | 472.59 مليار                                                         | 231.84 مليار                                                                         |
| الناتج المحلي الإجمالي الاسمي للفرد دولار أمريكي          | 52.89 ألف                                                            | 42.31 ألف                                                                            |
| الناتج المحلي الإجمالي للفرد دولار أمريكي                 | 82.76 ألف                                                            | 40.68 ألف                                                                            |
| مؤشر التنمية البشرية                                      | 0.925                                                                | 0.883                                                                                |
| رمز المكالمات الدولي                                      | +65                                                                  | +358                                                                                 |
| رمز الإنترنت                                              | .sg                                                                  | .fi                                                                                  |
| المنطقة الزمنية                                           | ت ع م+08:00، توقيت سنغافورة المنسق ‏                                  | ت ع م+02:00، ت ع م+03:00، أوروبا/هلسنكي ‏، توقيت شرق أوروبا، توقيت شرق أوروبا الصيفي ‏ |

## منظمات دولية مشتركة
يشترك البلدان في عضوية مجموعة من المنظمات الدولية، منها:
| علم المنظمة | اسم المنظمة                               | تاريخ انضمام سنغافورة | تاريخ انضمام فنلندا |
| ----------- | ----------------------------------------- | --------------------- | ------------------- |
|             | بنك التنمية الآسيوي                       | 1966                  | 1966                |
|             | مؤسسة التنمية الدولية                     | 27 سبتمبر 2002        | 29 ديسمبر 1960      |
|             | يونسكو                                    | 8 أكتوبر 2007         | 10 أكتوبر 1956      |
|             | وكالة ضمان الاستثمار متعدد الأطراف        | 24 فبراير 1998        | 28 ديسمبر 1988      |
|             | الأمم المتحدة                             | 21 سبتمبر 1965        | 14 ديسمبر 1955      |
|             | الاتحاد البريدي العالمي                   | ?                     | ?                   |
|             | البنك الدولي للإنشاء والتعمير             | 3 أغسطس 1966          | 14 يناير 1948       |
|             | المنظمة الهيدروغرافية الدولية             | ?                     | ?                   |
|             | الاتحاد الدولي للاتصالات                  | 22 أكتوبر 1965        | 1 سبتمبر 1920       |
|             | منظمة حظر الأسلحة الكيميائية              | ?                     | ?                   |
|             | مؤسسة التمويل الدولية                     | 4 سبتمبر 1968         | 20 يوليو 1956       |
|             | المركز الدولي لتسوية المنازعات الاستشارية | 13 نوفمبر 1968        | 8 فبراير 1969       |
|             | منظمة التجارة العالمية                    | ?                     | 1995                |
|             | منظمة الشرطة الجنائية الدولية             | ?                     | ?                   |

## وصلات خارجية
- موقع وزارة الخارجية السنغافورية
- موقع وزارة الخارجية الفنلندية